# Královské ontarijské muzeum
Královské ontarijské muzeum (anglicky Royal Ontario Museum, zkratkou ROM, francouzsky Musée royal de l'Ontario) je muzeum historie, přírodních věd a umění v kanadském Torontu. Jde o největší kanadské muzeum s víc než milionem návštěvníků ročně. Muzeum vzniklo roku 1912 a otevřelo 1914, od počátku je napojeno na Torontskou univerzitu, od níž se formálně osamostatnilo roku 1968. Spravuje přes 6 milionů položek ve 40 expozicích. Jsou zde významné sbírky dinosaurů a jiných fosilií, minerálů a meteoritů, asijského a afrického umění, evropské historie, západního umění a designu, zejména ve stylu art deco.

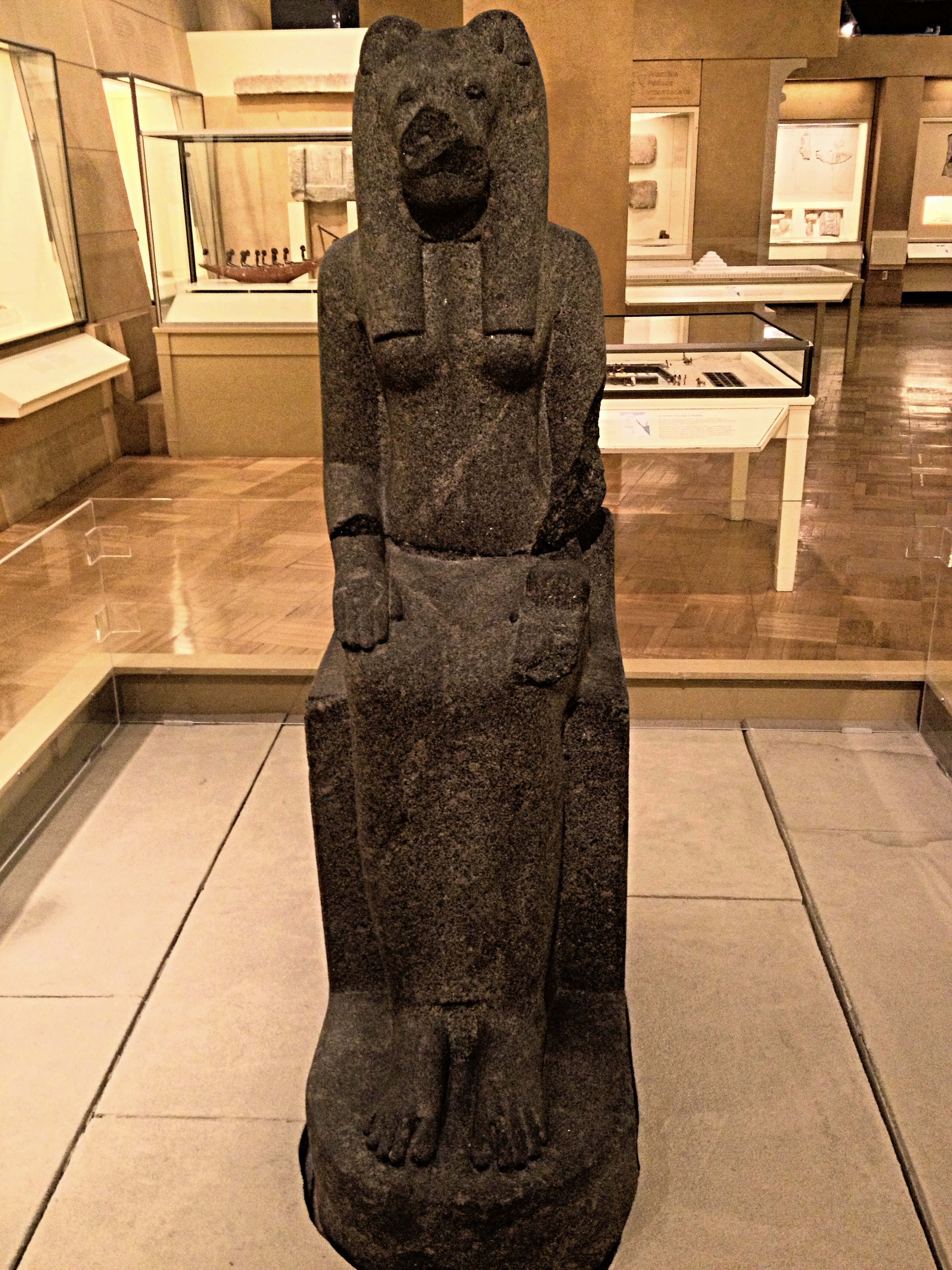
Bohyně Sachmet, asi 1360 před n. l.
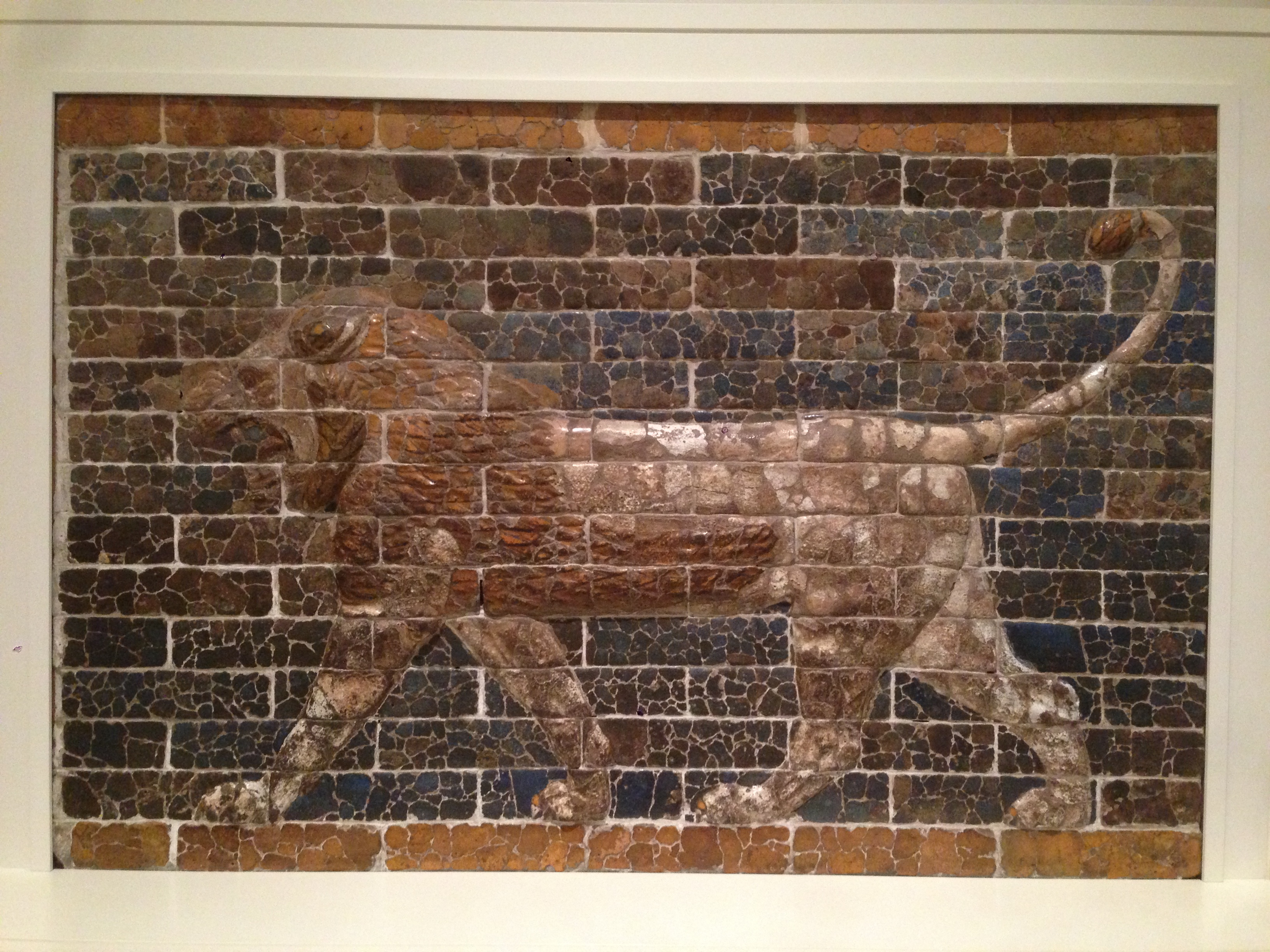
Kráčející lev, babylónský reliéf, kolem 600 př. n. l.
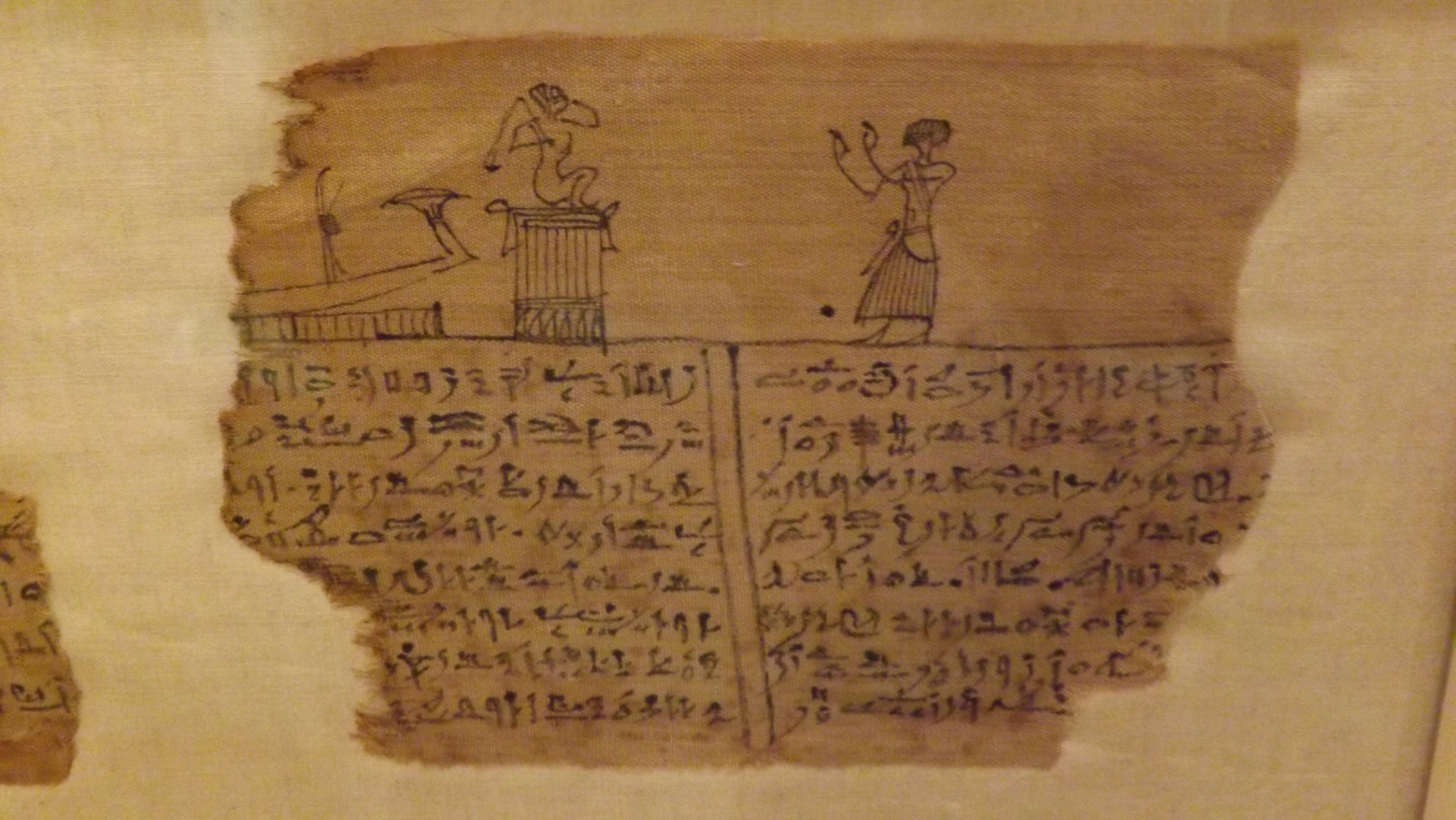
Zlomek egyptské knihy mrtvých, kolem 300 př. n. l.
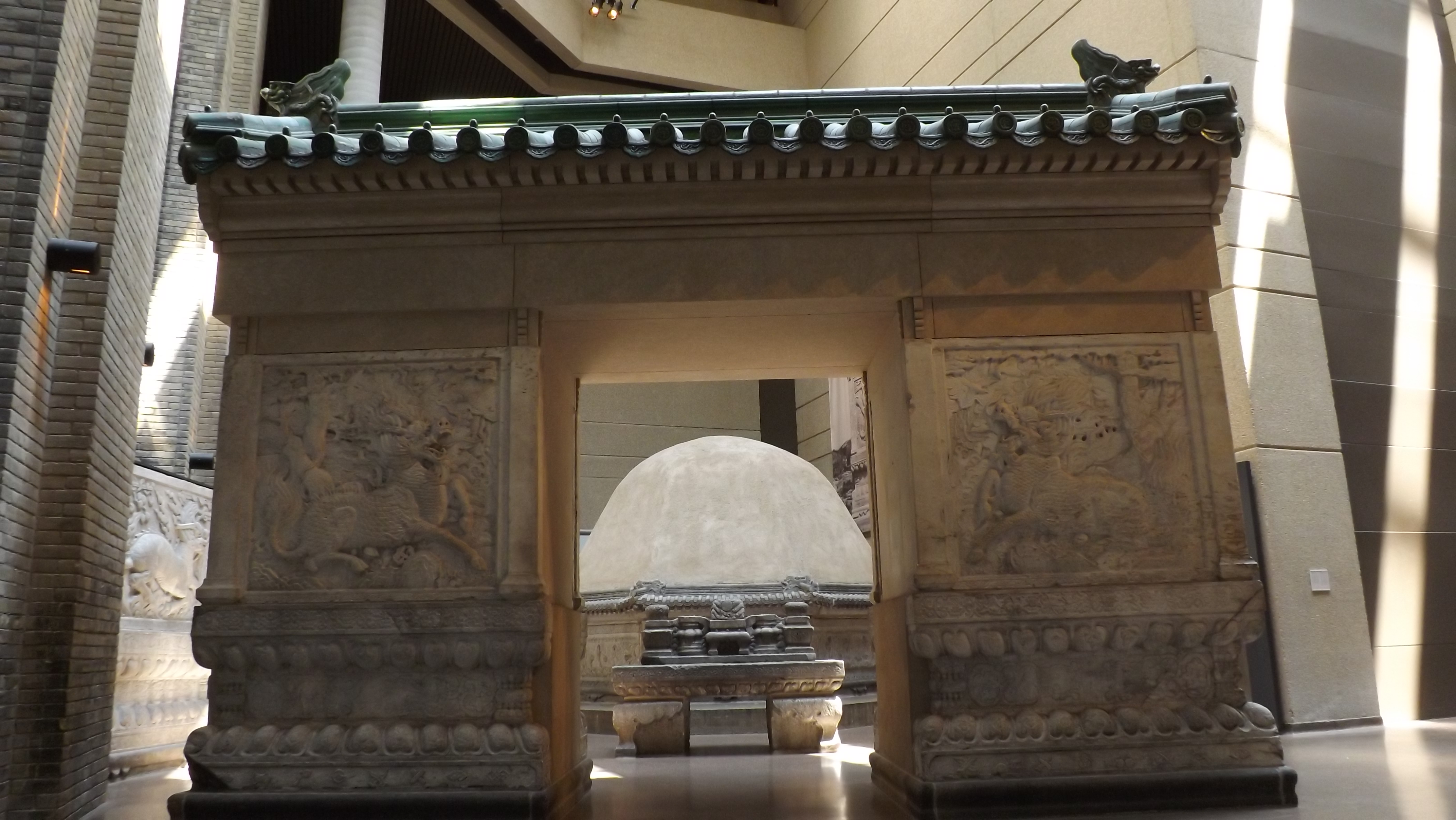
Hrobka mingského generála Cu Ta-šoua, Čína, 17. stol.
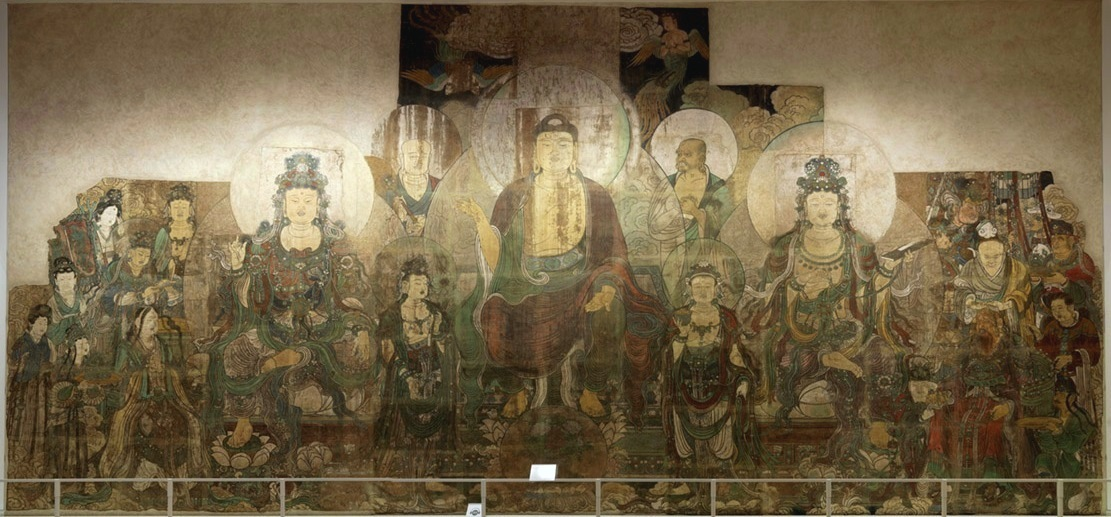
Ču Chao-ku a Čang Po-jüan: Ráj Maitréjy, asi 1320
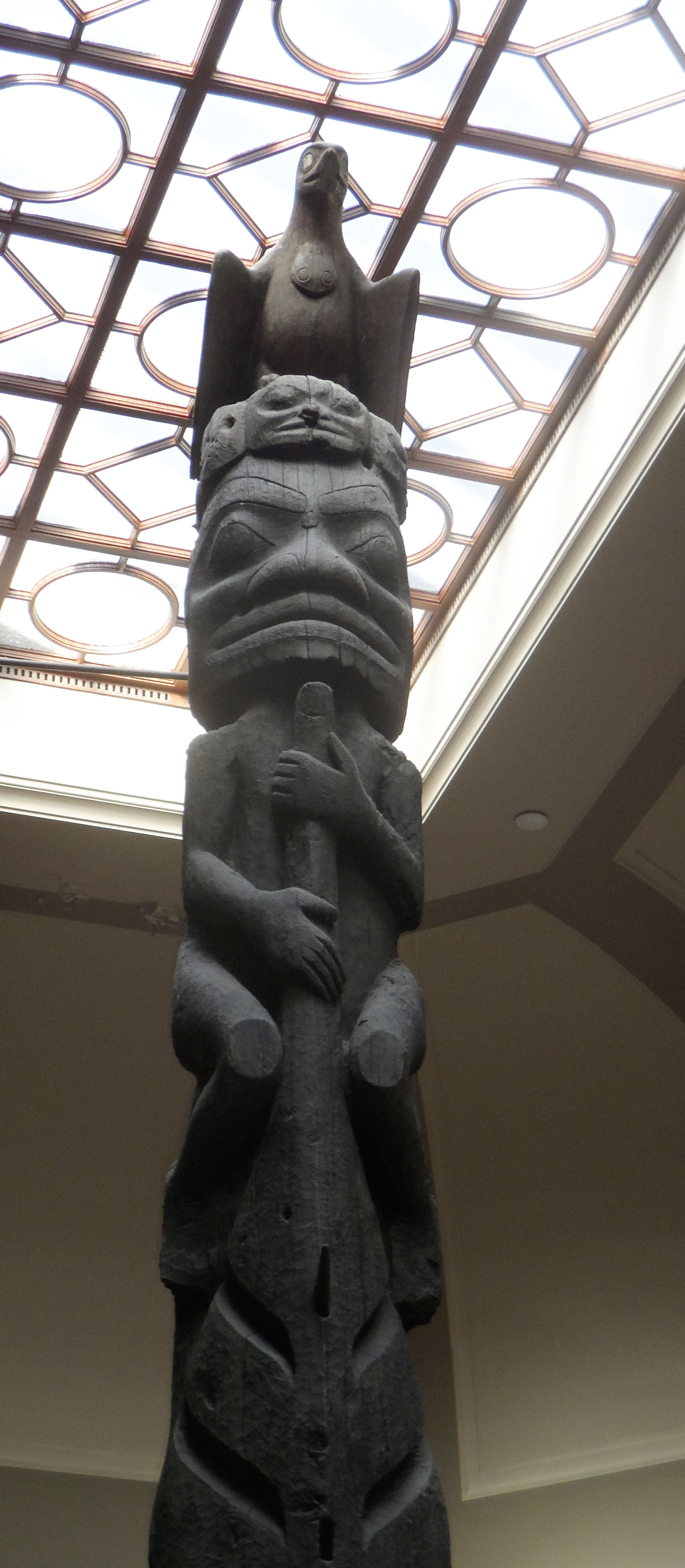
Totem z Britské Kolumbie
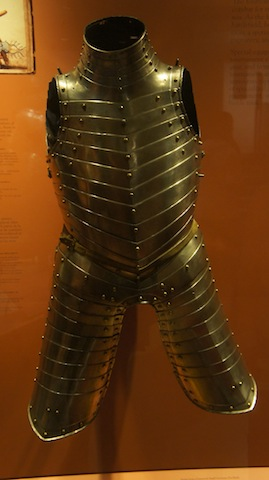
Brnění, kolem 1550
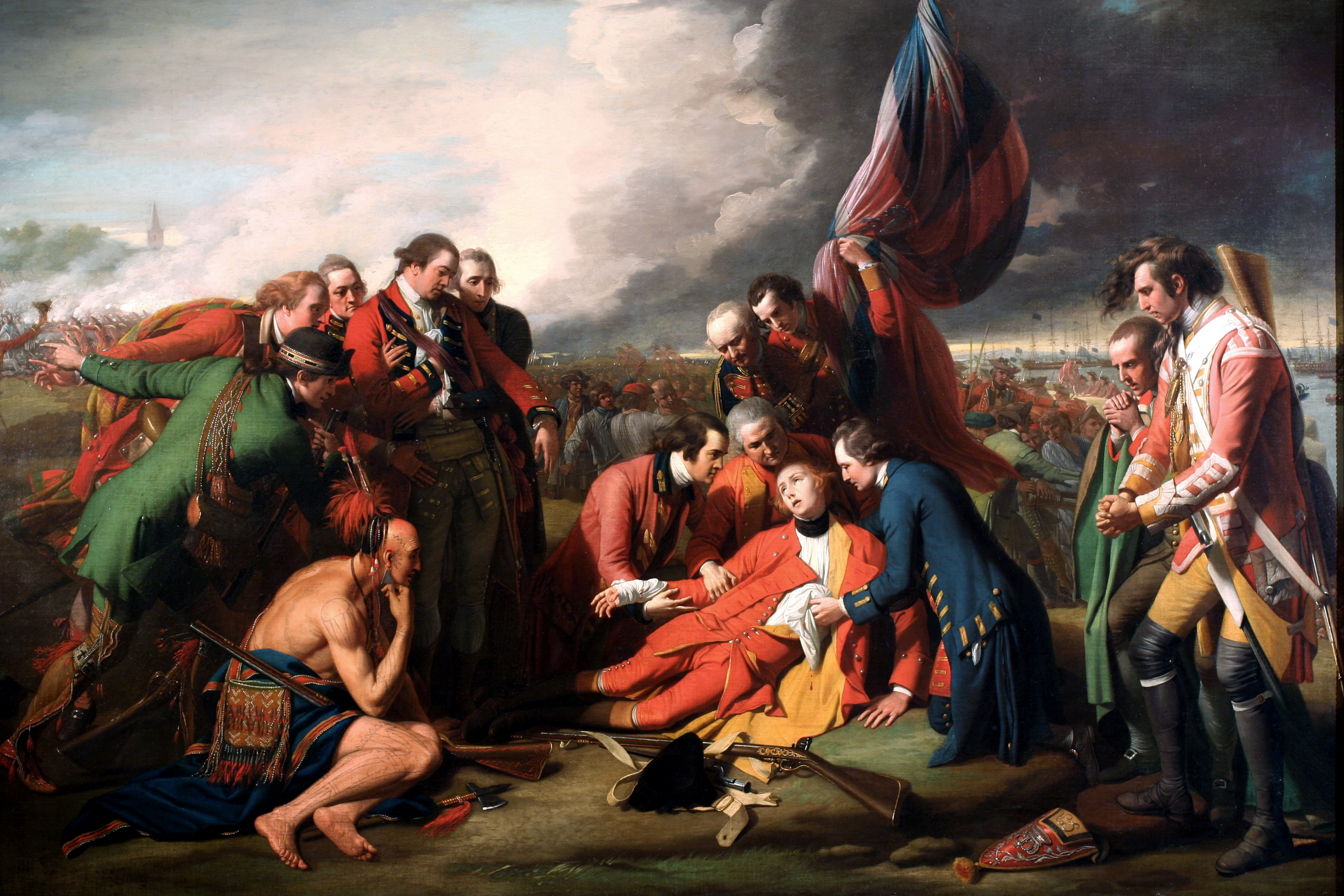
Benjamin West: Smrt generála Wolfea, 1770
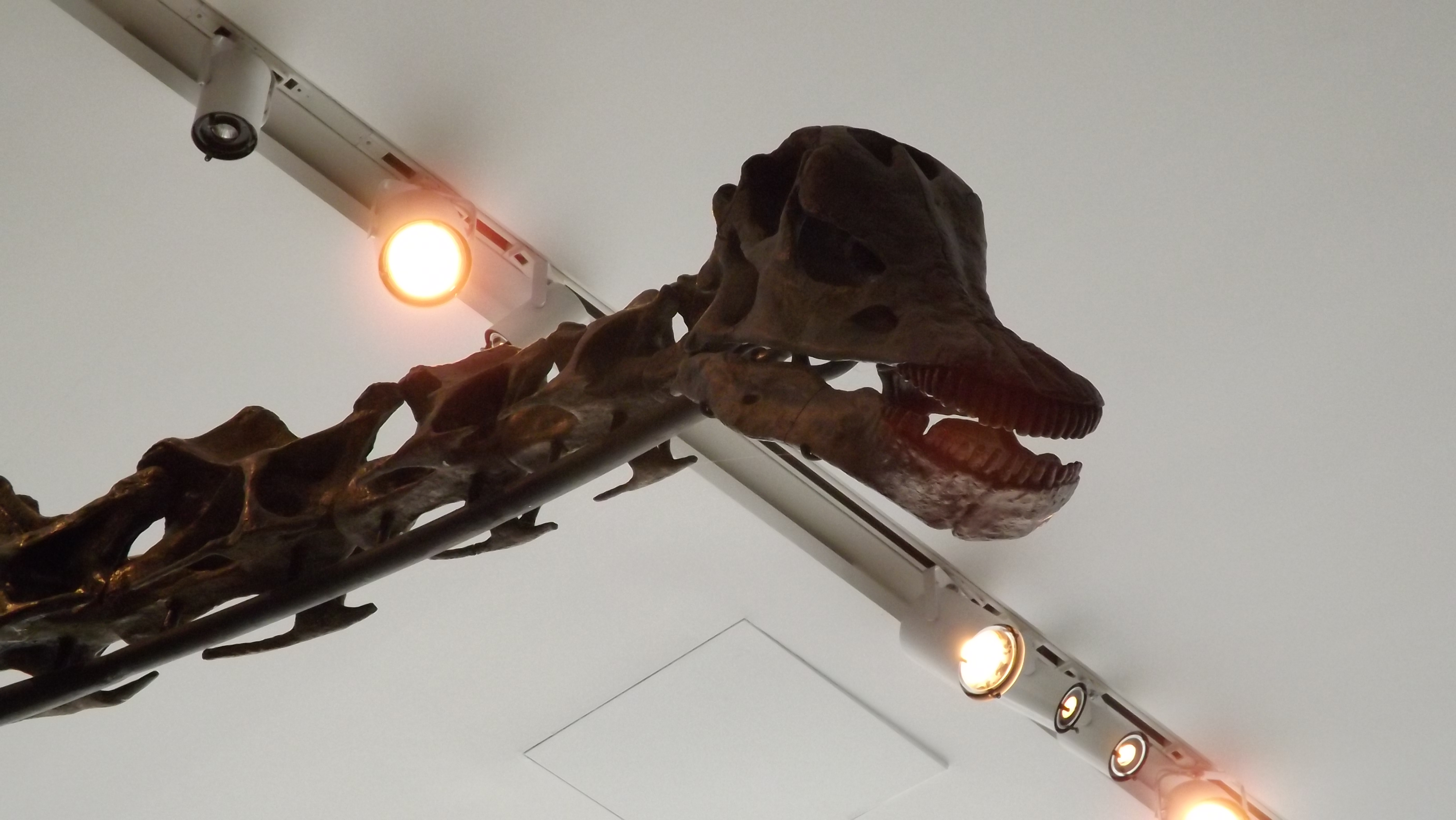
Barosaurus zvaný Gordo, lebka
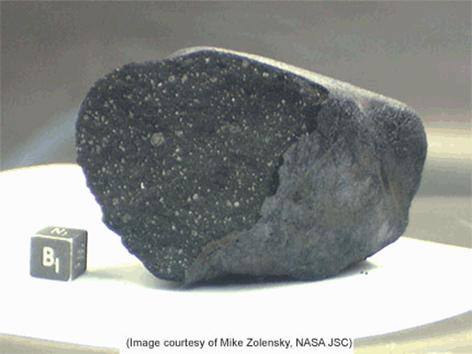
Fragment meteoritu z jezera Tagish
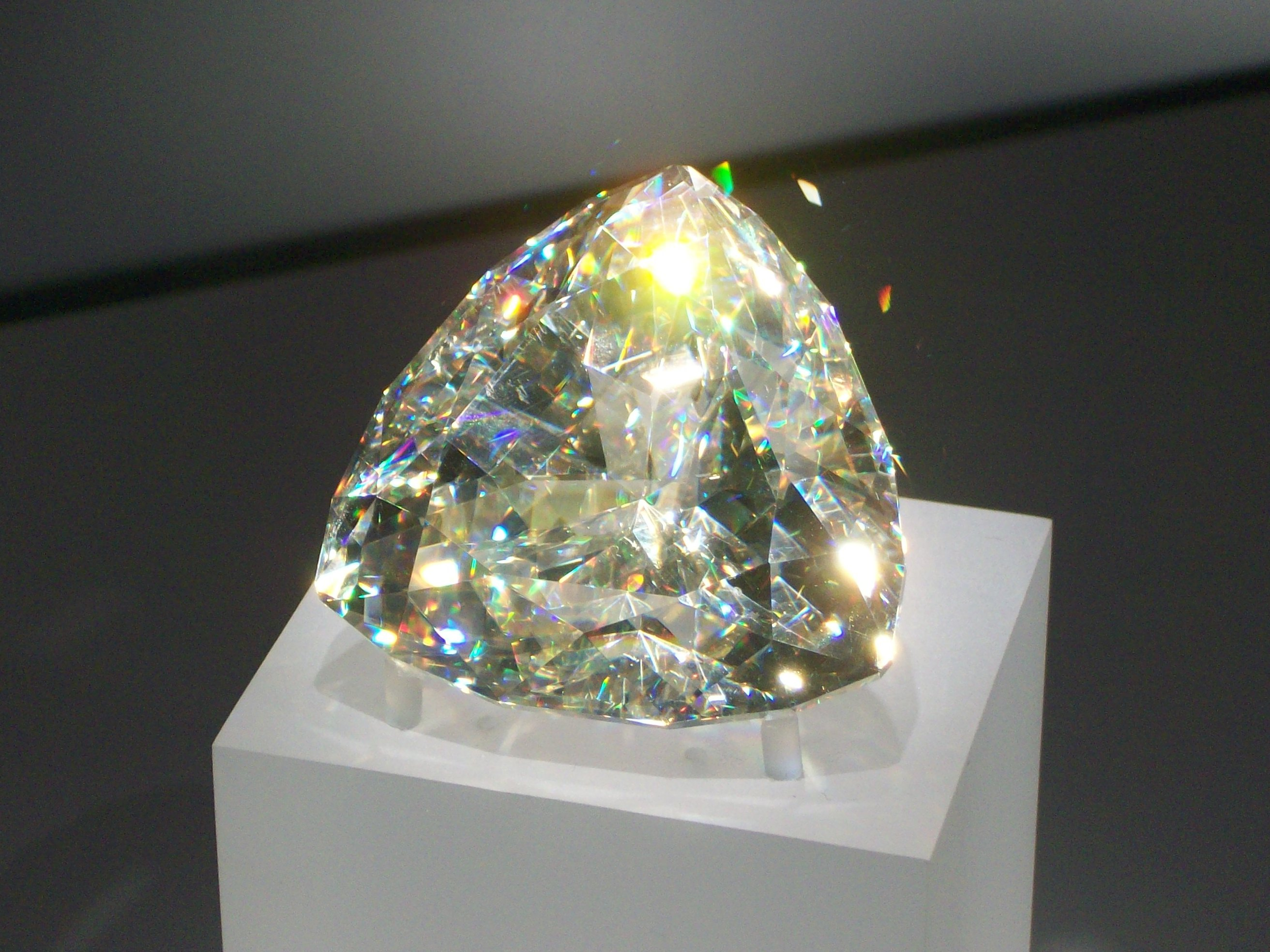
Světlo pouště, největší klenotnicky vybroušený cerusit světa